# Варшава-Рембертув
Варшава-Рембертув (пол. Warszawa Rembertów) — узловая железнодорожная станция расположенная в Варшаве в районе Рембертув. Имеет 1 платформу и 2 пути. 
Станция построена на линии Варшавско-Тереспольской железной дороги в 1866 году, когда эта территория была в составе Царства Польского. 
Теперь станция обслуживает переезды на линиях:
- № 2: Варшава-Центральная — Тересполь,
- № 448: Варшава-Западная — Варшава-Рембертув,
- № 449: Варшава-Рембертув — Зелёнка.